# DSA-363
La DSA-363 es una carretera perteneciente a la Red Secundaria de la Diputación Provincial de Salamanca que une las localidades de El Bodón y La Encina.

## Origen y Destino
La carretera  DSA-363  tiene su origen en El Bodón en la intersección con la carretera  SC-SA-1  y termina en la intersección con la carretera  DSA-362  en La Encina formando parte de la Red de carreteras de Salamanca.